# Lampides biru
Lampides biru är en fjärilsart som beskrevs av Ribbe 1926. Lampides biru ingår i släktet Lampides och familjen juvelvingar. Inga underarter finns listade i Catalogue of Life.